# Centre Internacional de Gandia
El Centro Internacional de Gandía (en valenciano y oficialmente, "Centre Internacional de Gandia"), originalmente Universitat d'Estiu de Gandia (UEG) fue fundado en 1983 a través de los "debates por la cultura" llevados a cabo por el recién nacido departamento de cultura de la ciudad de Gandía, con la idea de establecer un nuevo foco de conocimientos en la comarca de La Safor. Es un espacio universitario fruto, en origen, de la presencia de la Universidad de Valencia en Gandía con motivo de la organización de la Universidad de verano y su posterior consolidación con sede y proyecto propio. 
Además de la celebración anual de la Universidad de verano desde 1983, el centro desarrolla actividades relacionadas con la formación, y la cultura. La investigación y transferencia de resultados es otra de las líneas de acción del centro, producto de la vinculación con el ancho abanico de áreas de conocimiento de la Universidad de Valencia, que pretende acercar los proyectos, la investigación y sus resultados en el entorno de La Safor y territorios vecinos.
Una de las principales actividades es la formación mediante un itinerario para personas mayores de 50 años, la "Nau Gran". Así mismo, se ofrecen diversos de cursos, conferencias, jornadas y otras acciones formativas tanto para alumnos universitarios como para profesionales docentes.
La Universidad también actúa como transmisora, difusora y generadora de cultura. En este sentido, el centro acoge a lo largo del curso académico numerosas actividades culturales como conciertos, exposiciones, mesas redondas, seminarios y presentaciones de libros.

## Historia
En la primavera de 1983 en la ciudad de Gandía, se pusieron en entredicho las opciones de establecer una vida universitaria y se debatieron todo tipo de modelos, algunos más academicistas y normativos y otros más populares y culturales.
La necesidad de un mayor número de personal docente y un mejor acceso al conocimiento en la comarca de la Safor, situada lejos de sus dos principales núcleos universitarios, el de Valencia y el de Alicante, llevó a la ciudad de Gandía y a la recientemente elegida teniente de alcalde Pepa Frau y a los propios responsables del Departamento de Cultura con la colaboración de diferentes colectivos, entre ellos, el de maestros y psicólogos de la Safor, a crear un nuevo centro universitario de verano en la ciudad ducal. 
El rector de la Universidad de Valencia, Ramón Lapiedra Civera, recibió la propuesta por parte de Pepa Frau para establecer un nuevo referente cultural y docente con ciertas dudas. Durante la primera edición, la colaboración de la Universidad de Valencia fue bastante limitada, debido a la urgencia que el ayuntamiento parecía tener y la precaución y prudencia que tanto suelen caracterizar a las instituciones académicas,
Gradualmente y a partir de la II edición, la Universidad de Valencia empezó a trabajar de manera conjunta con el Ayuntamiento, materializado con la firma de distintos convenios de colaboración.
Así nació en la ciudad, un foro de discusiones y debates de conocimientos plurales, con la participación de ambas instituciones, la Universidad de Valencia y el Ayuntamiento de Gandía y por supuesto, la participación ciudadana representada por varios colectivos y que han ido desarrollando el carácter lúdico y cultural de la Universidad de Verano en Gandía. También han permitido su adaptabilidad a lo largo de sus cuatro décadas adaptándose a la realidad y a las demandas que la sociedad consideraba necesarias en todo momento.
Uno de los aspectos que más se tuvieron en consideración en las tres primeras ediciones de la UEG, fue la preocupación con el entorno ecológico y natural, que fue coordinada por el Grupo de Estudios Medioambientales de la Safor (GEMMES) y por científicos adscritos al instituto de Agricultura de Torre de la Sal, dependiente del CSIC.

### Las sedes

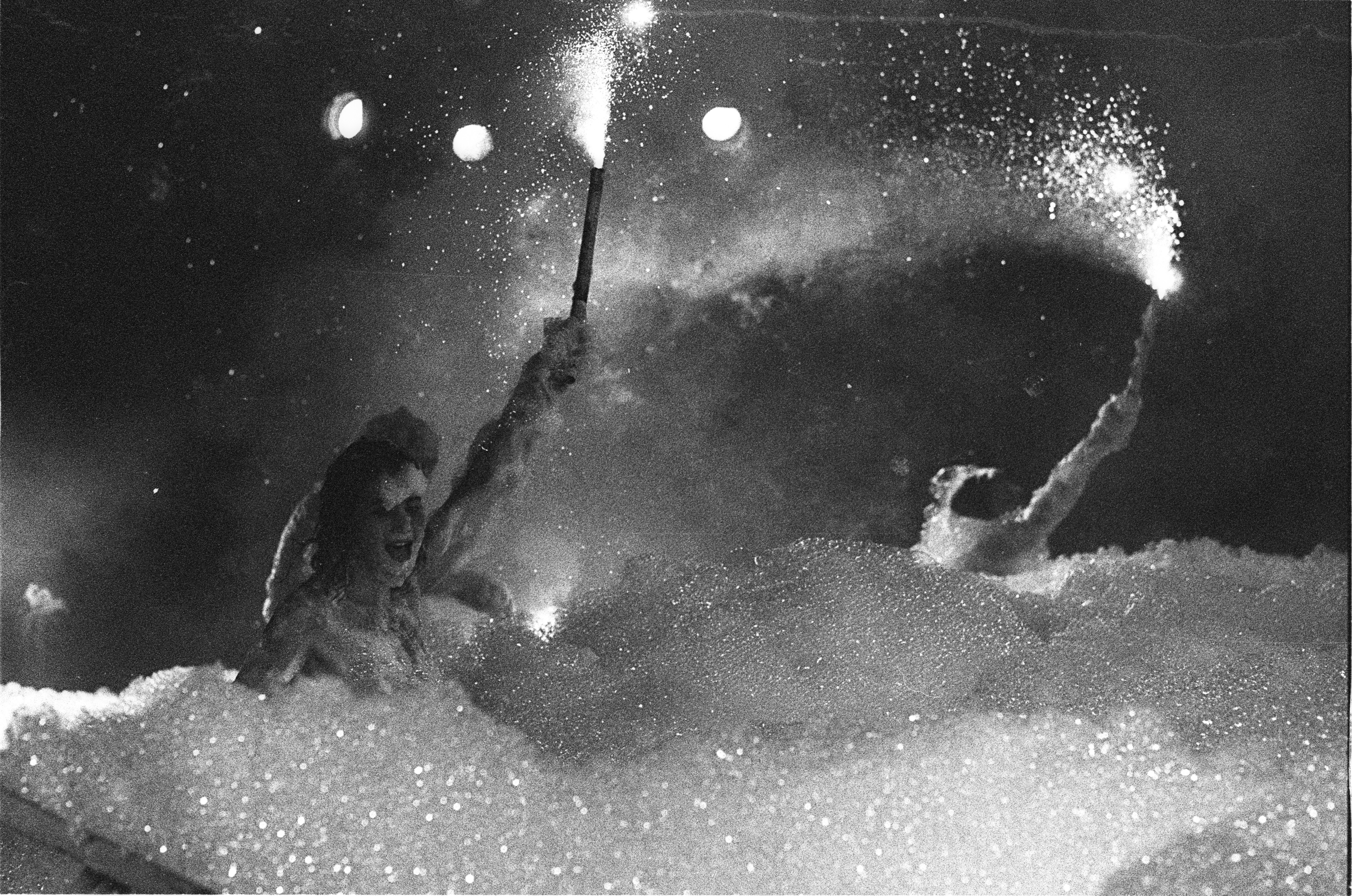
Actividad abierta al público en 1985.

Antes de convertirse en el Centro Internacional de Gandia, la Universitat d'Estiu de Gandia ha llevado a cabo sus actividades culturales y formativas en diferentes lugares y sedes. Desde sus inicios en los distintos colegios de la ciudad, hasta el emblemático "Hotel Bayren" donde estudiantes y turistas compartían un mismo espacio. La UEG ha manifestado la necesidad de una sede permanente en la ciudad en numerosas ocasiones, durante un tiempo la casa de la cultura Marqués González de Quirós, parecía se convertiría en la nueva sede tras las constantes promesas electorales incumplidas de rehabilitar la antigua casa de correos de la ciudad como sede permanente. Finalmente, en 2013 se remodeló un edificio en la calle Tossal número 8. Siendo esta la sede más longeva de la Universidad. 
| Sedes de la UEG            | Años de actividad |
| -------------------------- | ----------------- |
| Colegio Suárez Calderón    | 1985-1986         |
| Colegio del Carme          | 1987              |
| Escuelas Pías              | 1988              |
| Grao de Gandia             | 1989              |
| Hotel Bayren               | 1990-1996         |
| Palacio ducal de los Borja | 1997              |
| Hotel Borgia               | 1999              |
| Casa de la cultura.        | 2000-2011         |
| San Mateo                  | 2012              |
| CIG Tossal                 | 2013-Hoy          |

## Información académica

### Organización
En sus inicios unos jóvenes universitarios llegados de la Universidad de Valencia se organizaron para la creación de una Universidad en la ciudad para el verano. Con el tiempo la institución fue profesionalizándose y fruto de su propia naturaleza, el Consejo de Dirección, acabó conformándose por el rector de la Universidad de Valencia, el alcalde de la ciudad de Gandía desde sus inicios y más tarde los propios directores del centro, una figura ambiguo hasta finales de los años 80.
| Rectores                     | Años      |
| ---------------------------- | --------- |
| Ramón Lapiedra Civera        | 1984-1994 |
| Pedro Ruiz Torres            | 1994-2002 |
| Francisco Tomás Vert         | 2002-2010 |
| Esteban Morcillo Sánchez     | 2010-2018 |
| María Vicenta Mestre Escrivá | 2018-2023 |

| Alcaldes                | Año        |
| ----------------------- | ---------- |
| Josefa Frau Ribes       | 1991-2003  |
| José Manuel Orengo      | 2003-2011  |
| Arturo Torró Chisvert   | 2011-2015  |
| Diana Morant Ripoll     | 2015- 2021 |
| José Manuel Prieto      | 2021       |
| Salvador Moragues Berto | 1983-1991  |

| Directores           | Años       |
| -------------------- | ---------- |
| Josep Vicent Marqués | 1987- 1988 |
| Amando Garcia        | 1989-1993  |
| Isabel Morant        | 1994-2000  |
| Josep Lluis Barona   | 2001       |
| Rafael Gil           | 2002       |
| Joan Del Alcázar     | 2003-2011  |
| Josep Montesinos     | 2011-2016  |
| Emili Aura           | 2016-2020  |
| Carme Melo           | 2020-Hoy   |

### Nau Gran

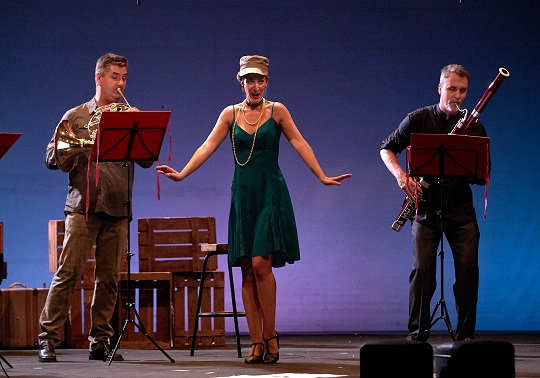
"1940" Actuación del grupo Pars

La Nau Gran, la Universidad de las Personas Mayores o Unimajors, es el espacio donde participan alumnos de 50 años o más, tanto de la Safor como de otras comarcas vecinas.
Se implanta en Gandía el curso 2007-2008 a través de un itinerario de Humanidades y Ciencias sociales. En concreto se trata de un itinerario de 600 horas distribuidas en tres cursos académicos de 200 horas cada uno. Cada curso se distribuye en dos cuatrimestres y en cada uno de ellos se imparten dos asignaturas troncales, de forma que al acabar el curso cada alumno ha cursado un total de cuatro asignaturas.
Una vez finalizado el primer ciclo formativo, la Universidad de los Mayores ofrece la posibilidad de realizar un segundo ciclo, denominado Nivel II Superior/Especialización que comprende dos cursos con una carga lectiva total de 400 horas. Además, aquel alumnado que ya haya superado los dos niveles tiene la posibilidad de continuar formando parte de la Universitat dels Majors con el Seminario Permanente que ofrece asignaturas que se renuevan cada año.

### Dimensión internacional
El Centro Internacional de Gandía es un punto de referencia de proyección tanto nacional como internacional en la ciudad.
De la relación con América Latina destacar la relación con dos países particularmente, Chile impartiendo formación a funcionarios municipales de la gobernación de la región de O'higgins, con capital en Rancagua y en Santiago de Chile i Brasil con la formación a técnicos del Serviço Brasileiro de Apoio às Micro e Pequenas empresas (Sebrae) En Sao Paulo y Natal en el estado de  Rio Grande do Norte.

## Ediciones de la Universidad de Verano de Gandía
Una de las características de la Universidad es el diseño de un itinerario a partir de un lema general y amplio, sobre el que giran todos sus cursos y talleres. Esta tradición anual se empezó a llevar a cabo a partir de la III edición de la UEG cuando se decidió empezar un nuevo modelo de docencia guiado por temáticas. A continuación podemos ver el listado de los distintos lemas de la Universidad de Verano de Gandía.   

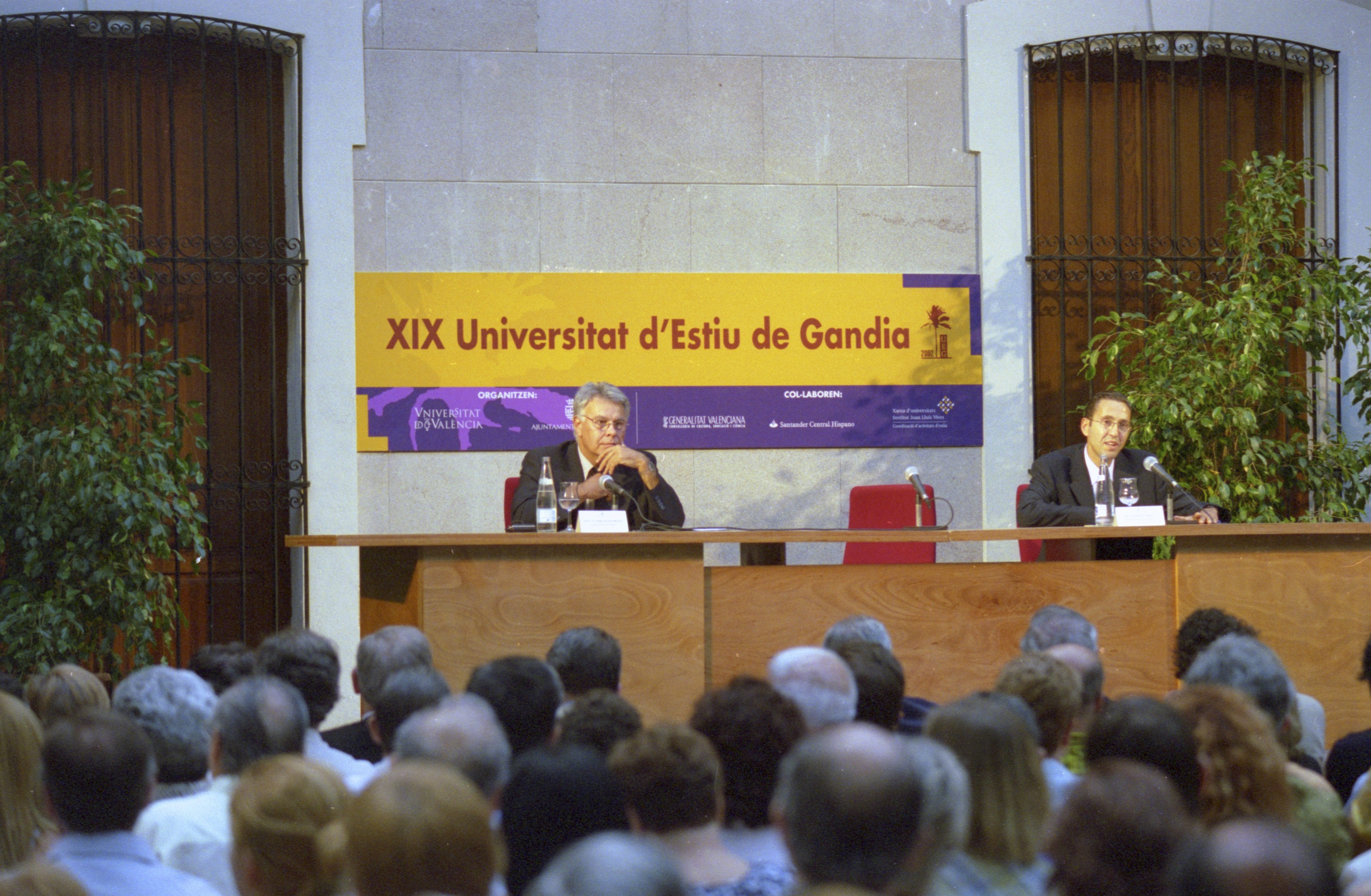
Felipe González durante la inauguración de la XIX edición de la Universidad de Verano de Gandia

| Edición | Lema Original (Valenciano)                                           | Traducción (Español)                                                     | Año       |
| ------- | -------------------------------------------------------------------- | ------------------------------------------------------------------------ | --------- |
| I       | Universtiat d’estiu a Gandia.                                        | Universidad de Verano de Gandia.                                         | 1983-1984 |
| II      | Universtiat d’estiu a Gandia.                                        | Universidad de Verano de Gandia.                                         | 1984-1985 |
| III     | Universtiat d’estiu a Gandia.                                        | Universidad de Verano de Gandia.                                         | 1985-1986 |
| IV      | El futur a debat.                                                    | El futuro a debate.                                                      | 1986-1987 |
| V       | Poder on?                                                            | ¿Poder donde?                                                            | 1987-1988 |
| VI      | Revolucions?                                                         | ¿Revoluciones?                                                           | 1988-1989 |
| VII     | Públic, Privat.                                                      | Público, Privado.                                                        | 1989-1990 |
| VIII    | Nosaltres els europeus.                                              | Nosotros los europeos.                                                   | 1990-1991 |
| IX      | La Mediterrània: realitat o metàfora.                                | La Mediterrania: realidad o metáfora.                                    | 1991-1992 |
| X       | Fi de segle. Incerteses davant un nou mil·leni.                      | Fin de siglo. Incertidumbres delante de un nuevo milenio.                | 1992-1993 |
| XI      | Cap a una nova cultura.                                              | Hacia una nueva cultura.                                                 | 1993-1994 |
| XII     | Les fronteres de la Llibertat.                                       | Las fronteras de la libertad.                                            | 1994-1995 |
| XIII    | Identitat, Igualtat, diferencia.                                     | Identidad, igualdad, diferencia.                                         | 1995-1996 |
| XIV     | Els usos del coneiximent.                                            | Los usos del conocimiento.                                               | 1996-1997 |
| XV      | Contra Corrent.                                                      | Contra Corriente.                                                        | 1997-1998 |
| XVI     | Ments i Sentiments.                                                  | Mentes y Sentimientos.                                                   | 1998-1999 |
| XVII    | Temps viscut, temps per viure.                                       | Tiempos vividos, tiempos por vivir.                                      | 1999-2000 |
| XVIII   | Ciutadans del món.                                                   | Ciudadanos del mundo.                                                    | 2000-2001 |
| XIX     | La por y el control.                                                 | El miedo y el control.                                                   | 2001-2002 |
| XX      | Entre el risc i la seguretat.                                        | Entre el riesgo y la seguridad.                                          | 2002-2003 |
| XXI     | De reptes i obstacles.                                               | De retos y obstáculos.                                                   | 2003-2004 |
| XXII    | Des del saber divers.                                                | Des del saber diverso.                                                   | 2004-2005 |
| XXIII   | Territoris. Pais Valencià.                                           | Territorios. Comunidad Valenciana.                                       | 2005-2006 |
| XXIV    | Per la mar sense fronteres.                                          | Por el mar sin fronteras.                                                | 2006-2007 |
| XXV     | Universitat, formació, desenvolupament.                              | Universidad, formación, desarrollo.                                      | 2007-2008 |
| XXVI    | De les arrels al futur.                                              | De las raíces al futuro.                                                 | 2008-2009 |
| XXVII   | Borja, monument pedagógic.                                           | Borja, monumento pedagógico.                                             | 2009-2010 |
| XXVIII  | Gandia, estiu, excel·lencia.                                         | Gandia, verano, excelencia.                                              | 2010-2011 |
| XXIX    | Una mar mentida i certa. Cinèma i coneiximent.                       | Un mar mentiroso y cierto. Cine i conocimiento.                          | 2011-2012 |
| XXX     | Europa, Realitat o ficció, problema i solución.                      | Europa. Realidad o ficción, problema y solución.                         | 2012-2013 |
| XXXI    | Espai i estratègies. Treballant el present per a construir el futur. | Espacios y estrategias. Trabajando el presente para construir el futuro. | 2013-2014 |
| XXXII   | Temps de participación.                                              | Tiempo de participación.                                                 | 2014-2015 |
| XXXIII  | Organització territorial.                                            | Organización territorial.                                                | 2015-2016 |
| XXXIV   | Temps incert.                                                        | Tiempos inciertos.                                                       | 2016-2017 |
| XXXV    | A cavall entre dos segles XX_XXI.                                    | A caballo entre dos siglos XX_XXI.                                       | 2017-2018 |
| XXXVI   | Drets arreu del món.                                                 | Derechos alrededor del mundo.                                            | 2018-2019 |
| XXXVII  | Viratje a la sostenibilitat.                                         | Viraje a la sostenibilidad.                                              | 2019-2020 |
| XXXVIII | Una mirada calidoscópica.                                            | Una mirada calidoscópica.                                                | 2020-2021 |
| XXXIX   | En la cruilla de l’avenir.                                           | En la encrucijada del porvenir.                                          | 2021-2022 |

## Carteles

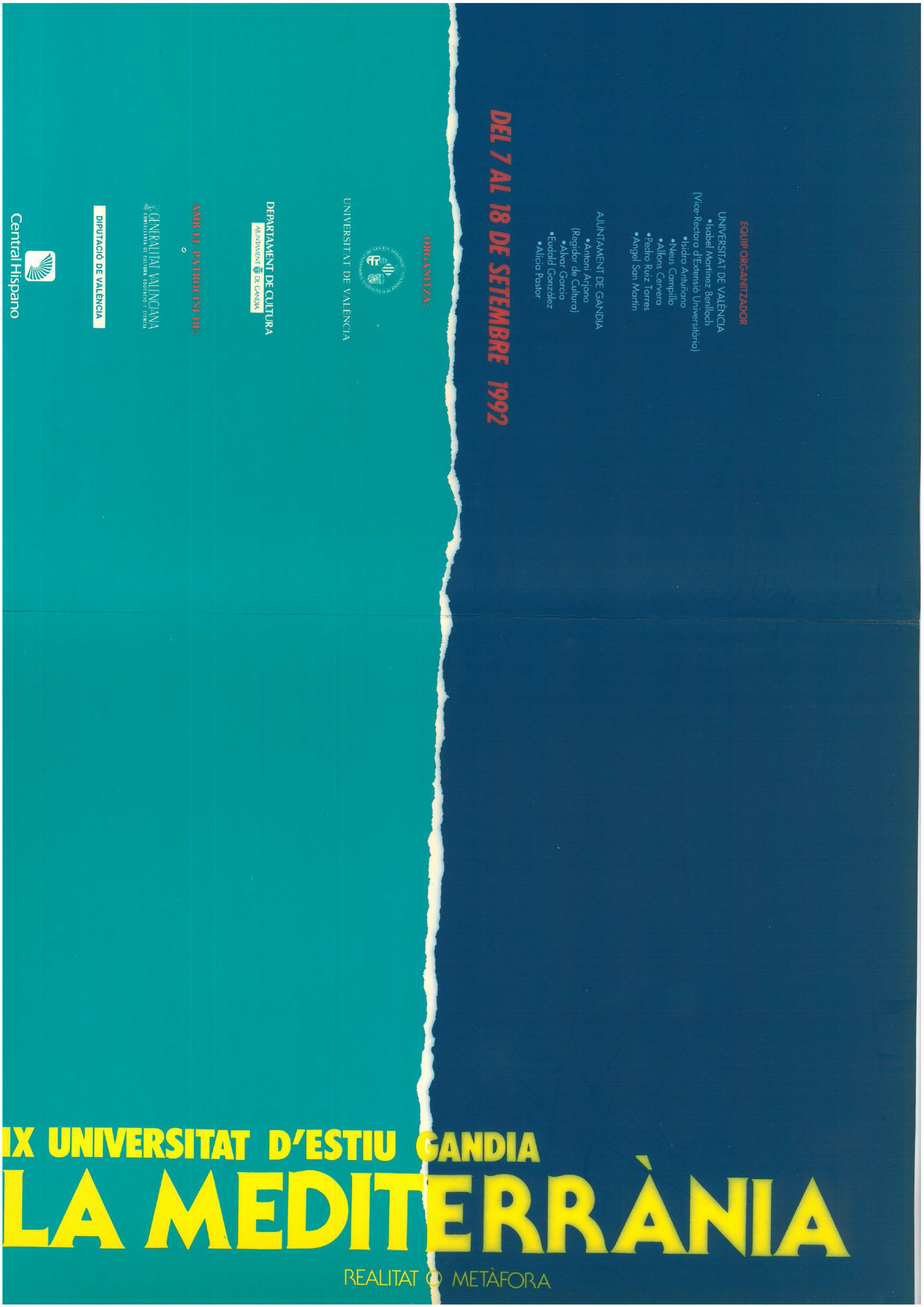
1992
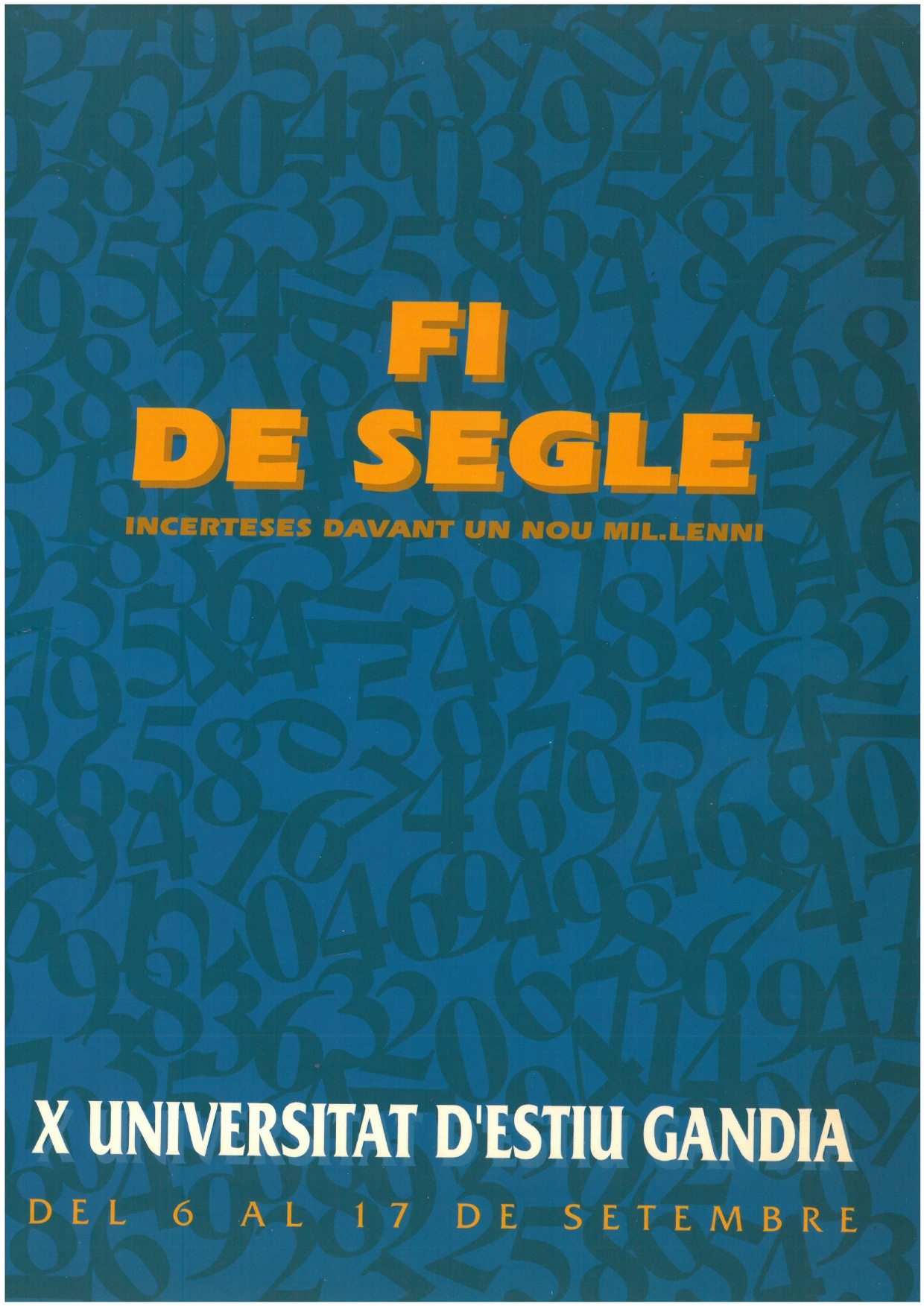
1993
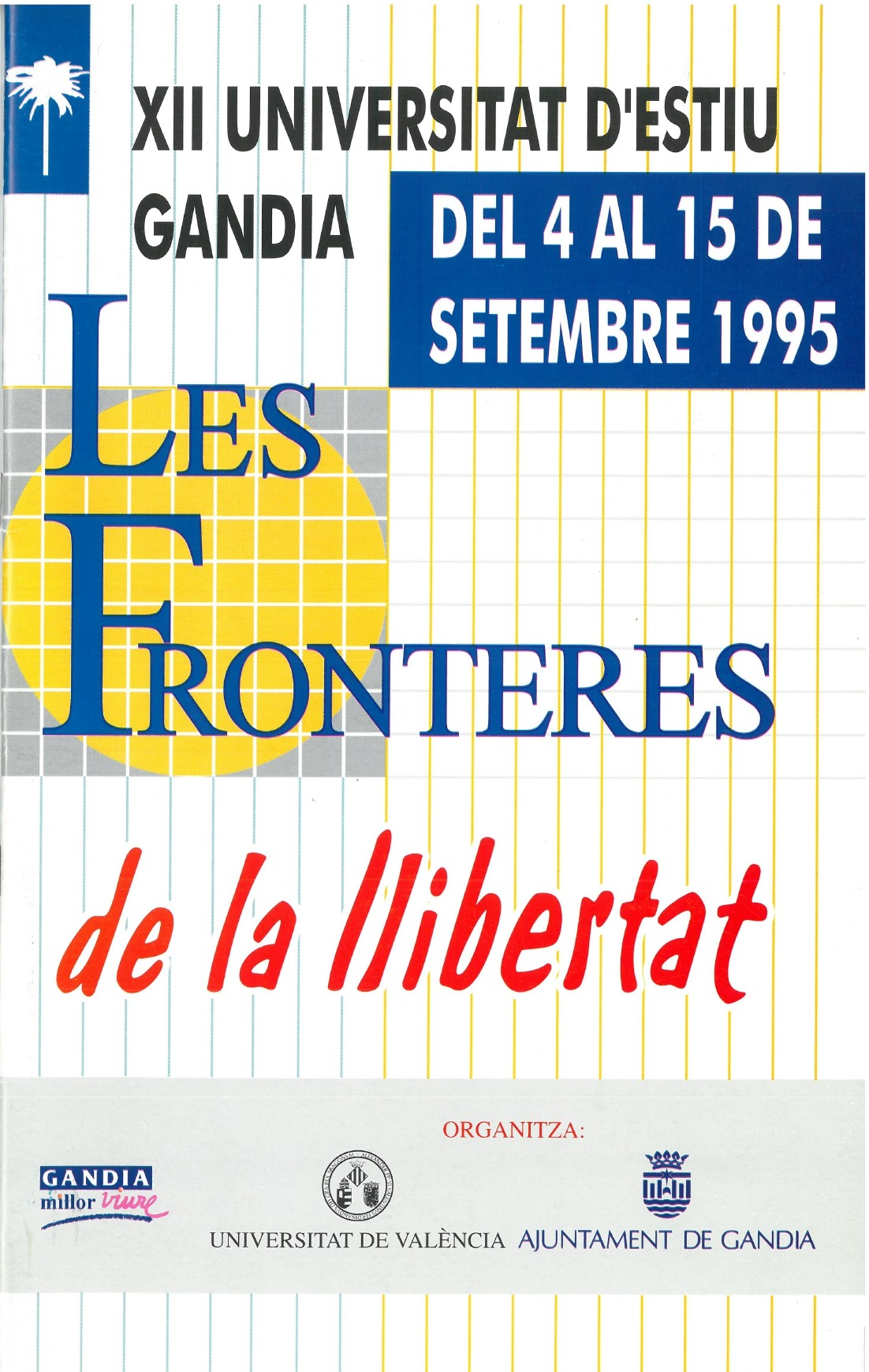
1995
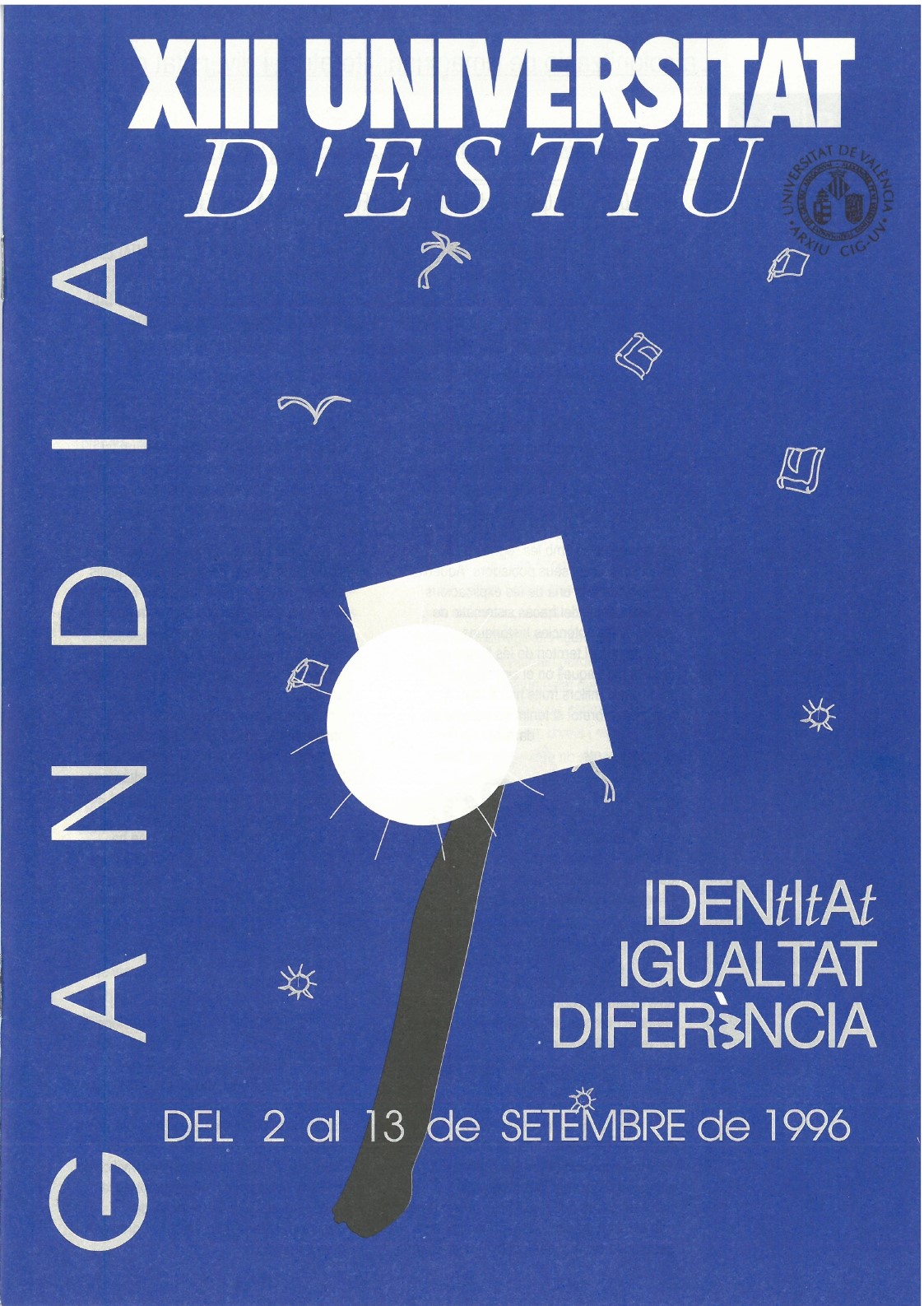
1996
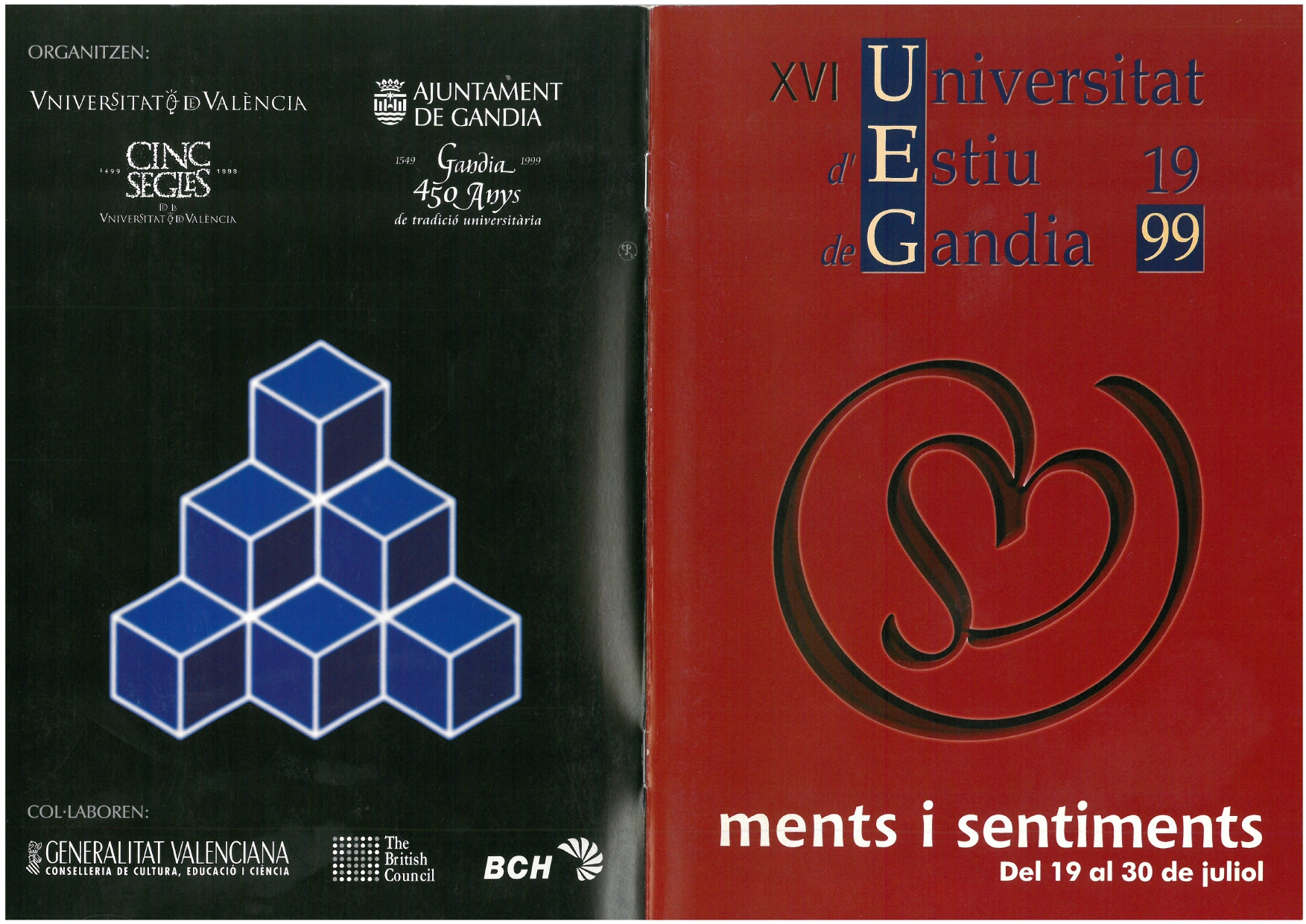
1999
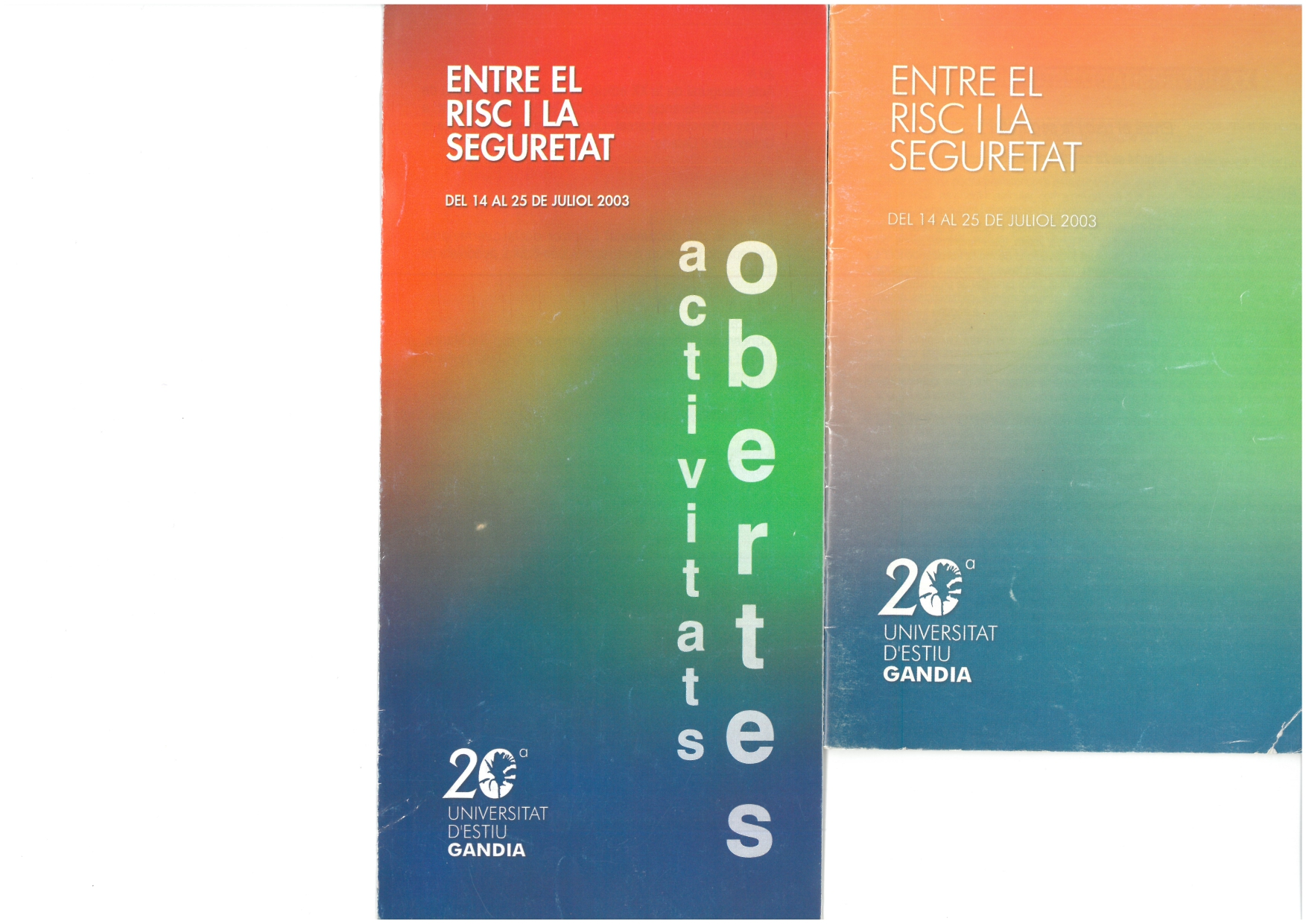
2003
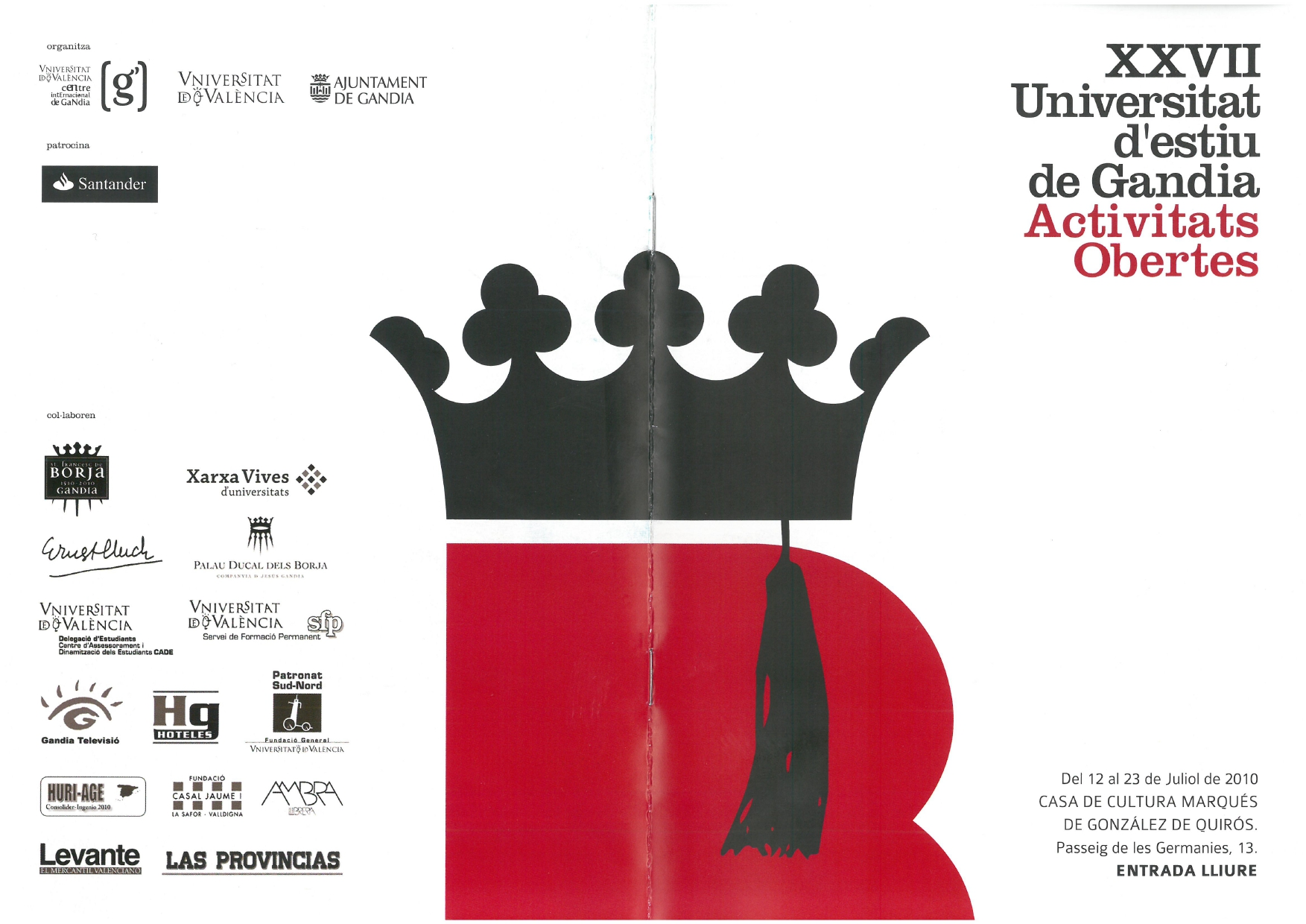
2010
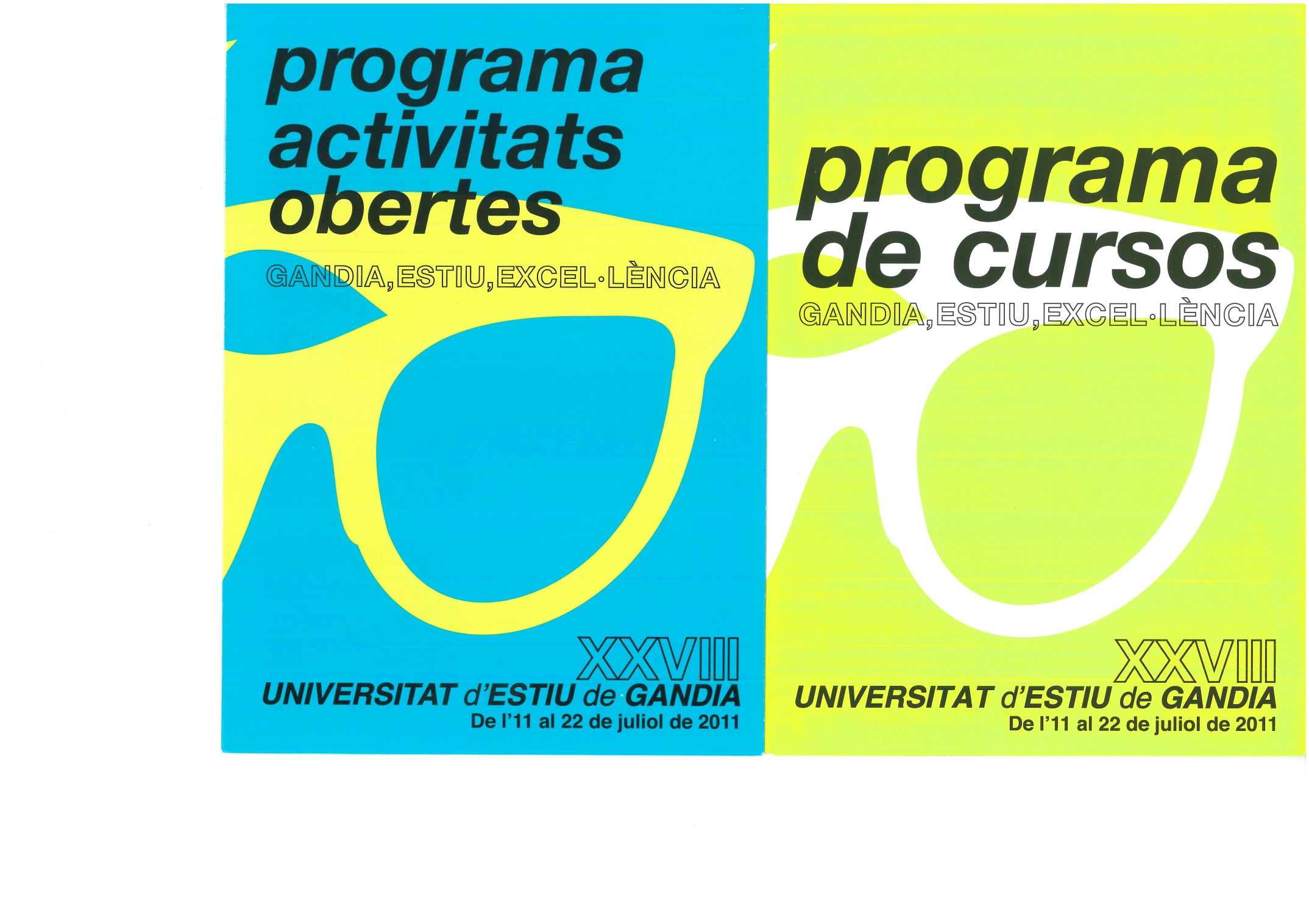
2011
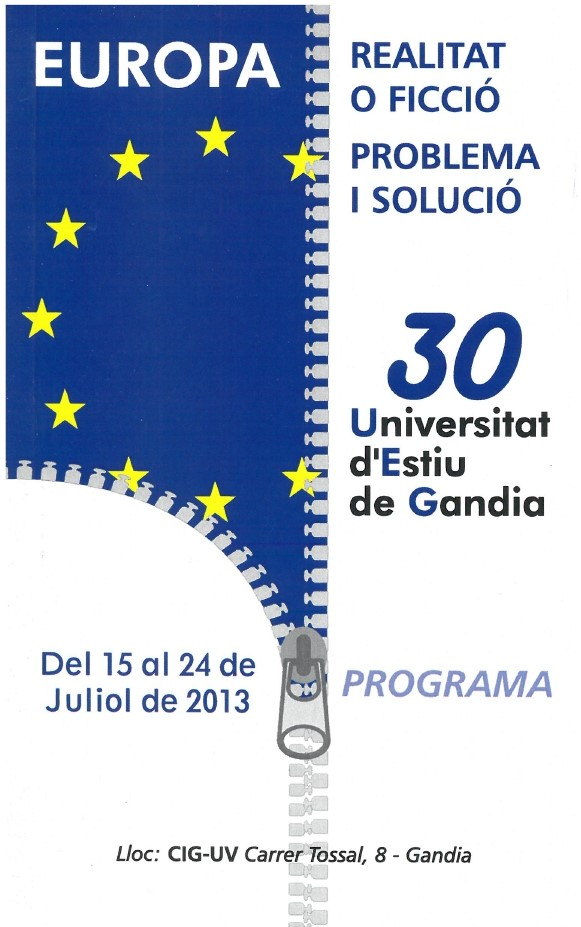
2013
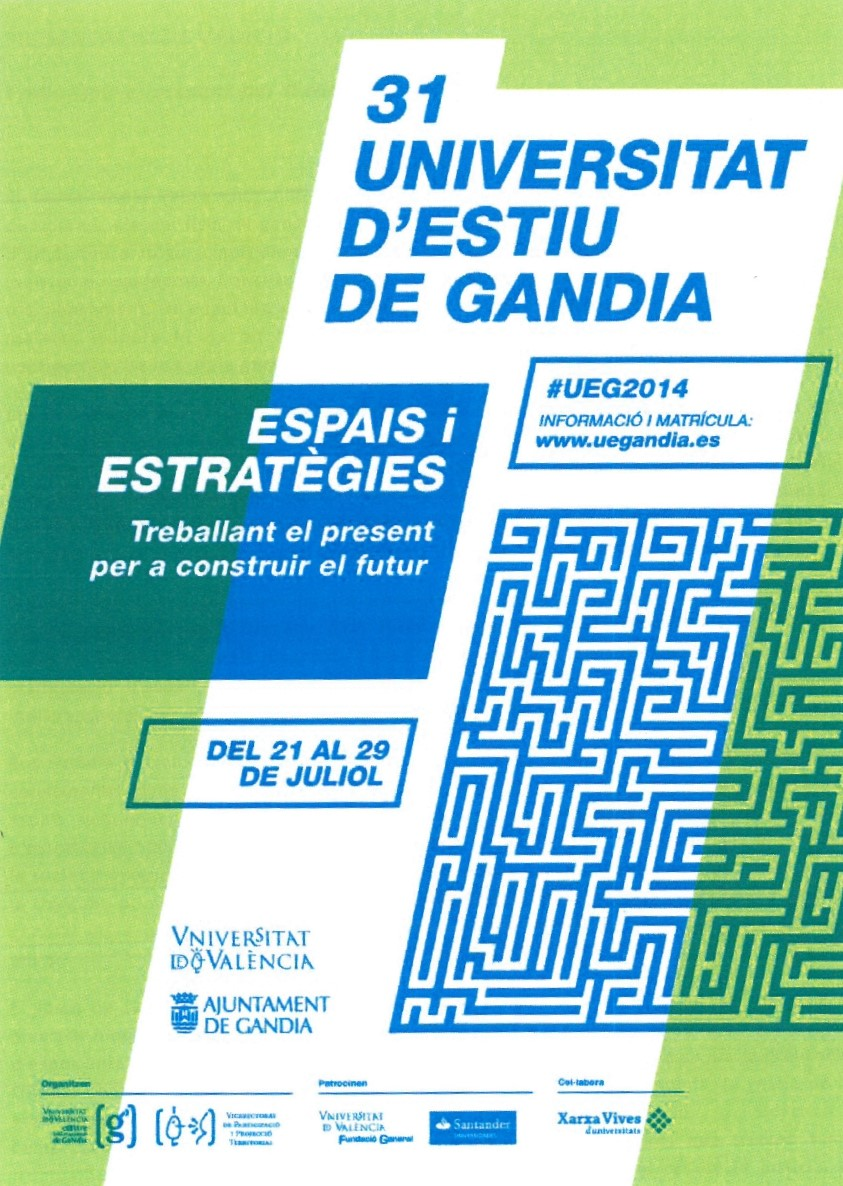
2014
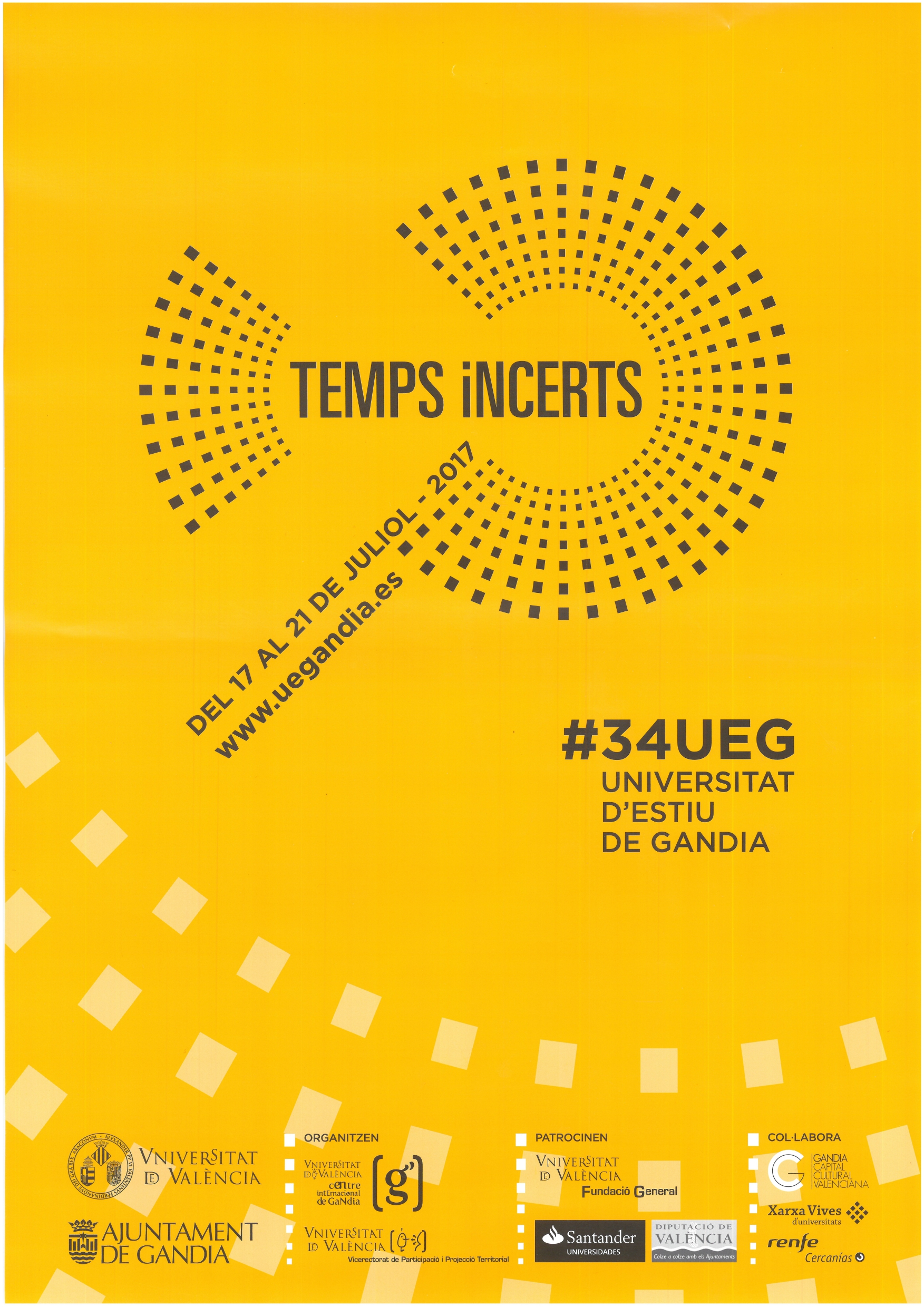
2017
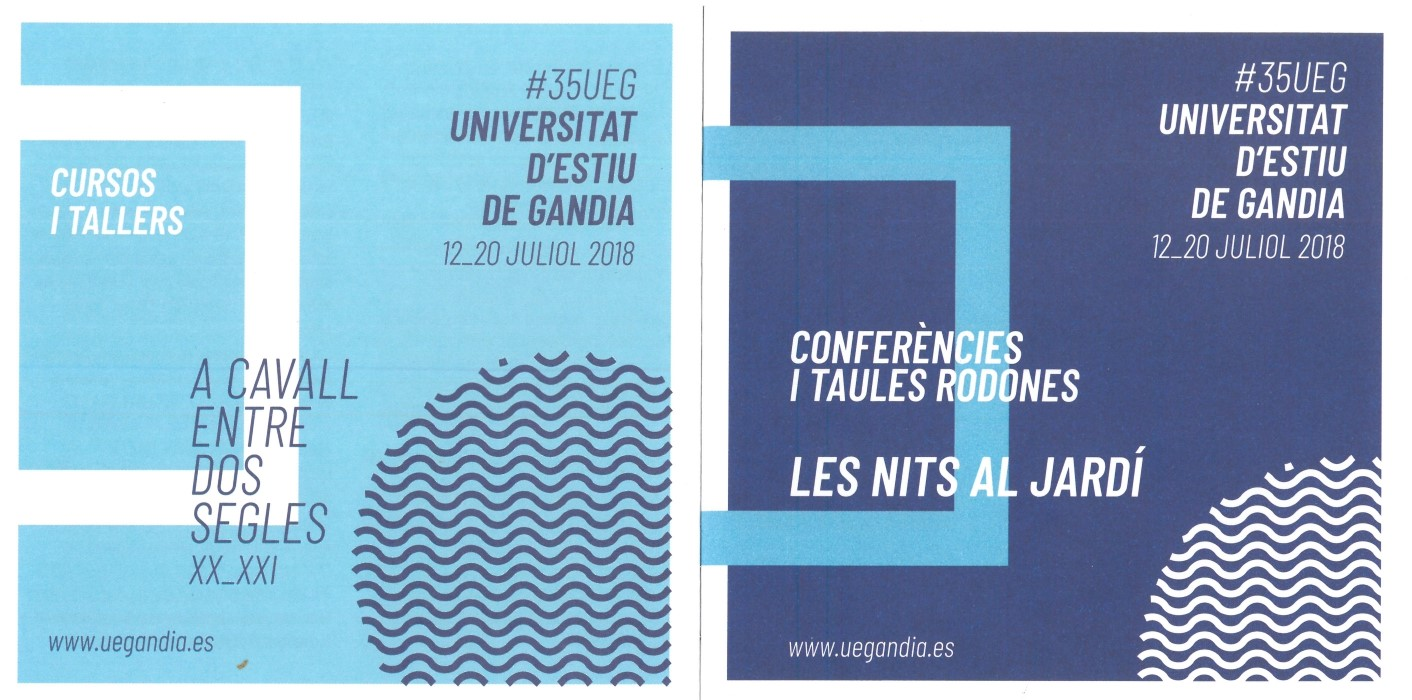
2018
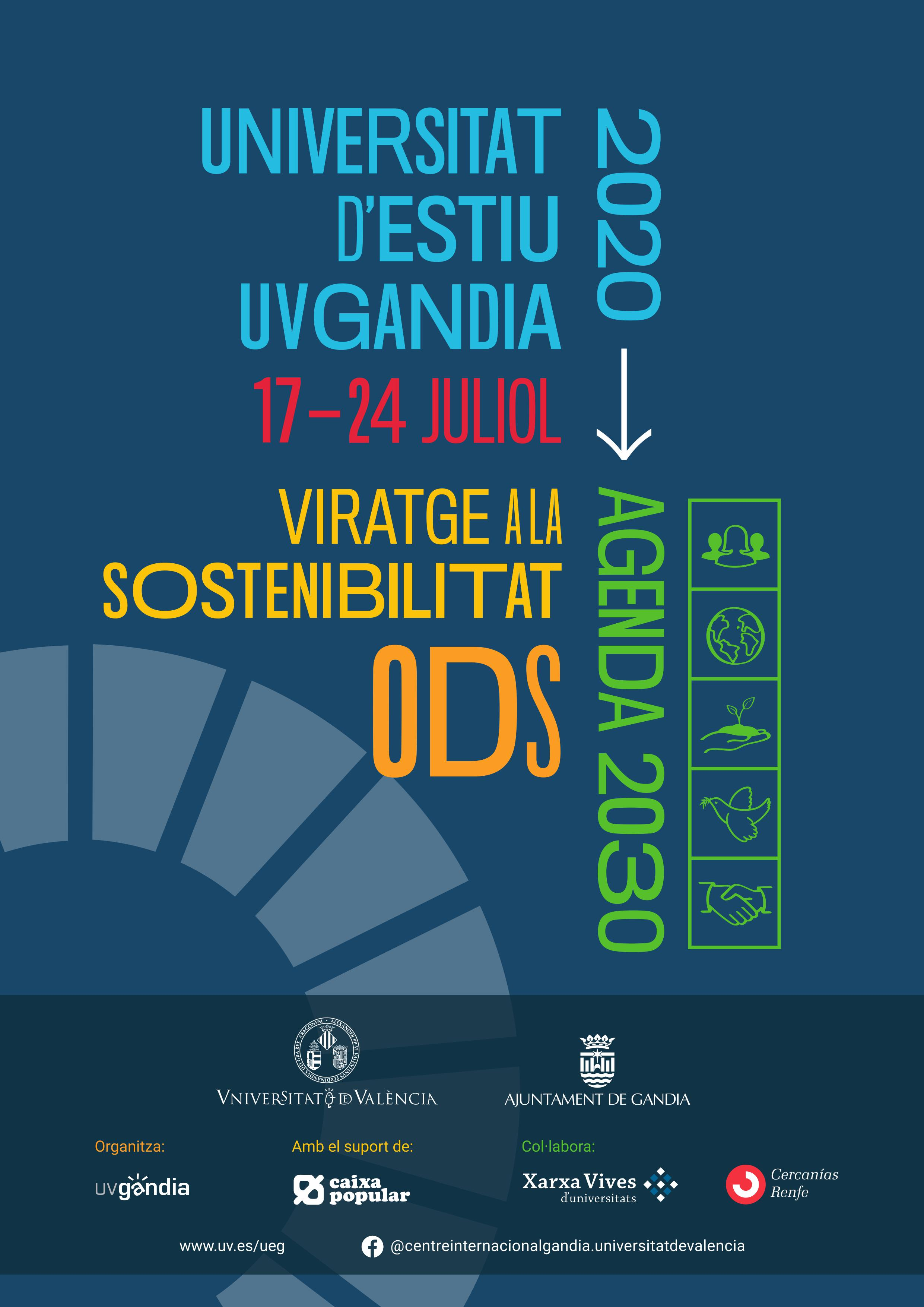
2020
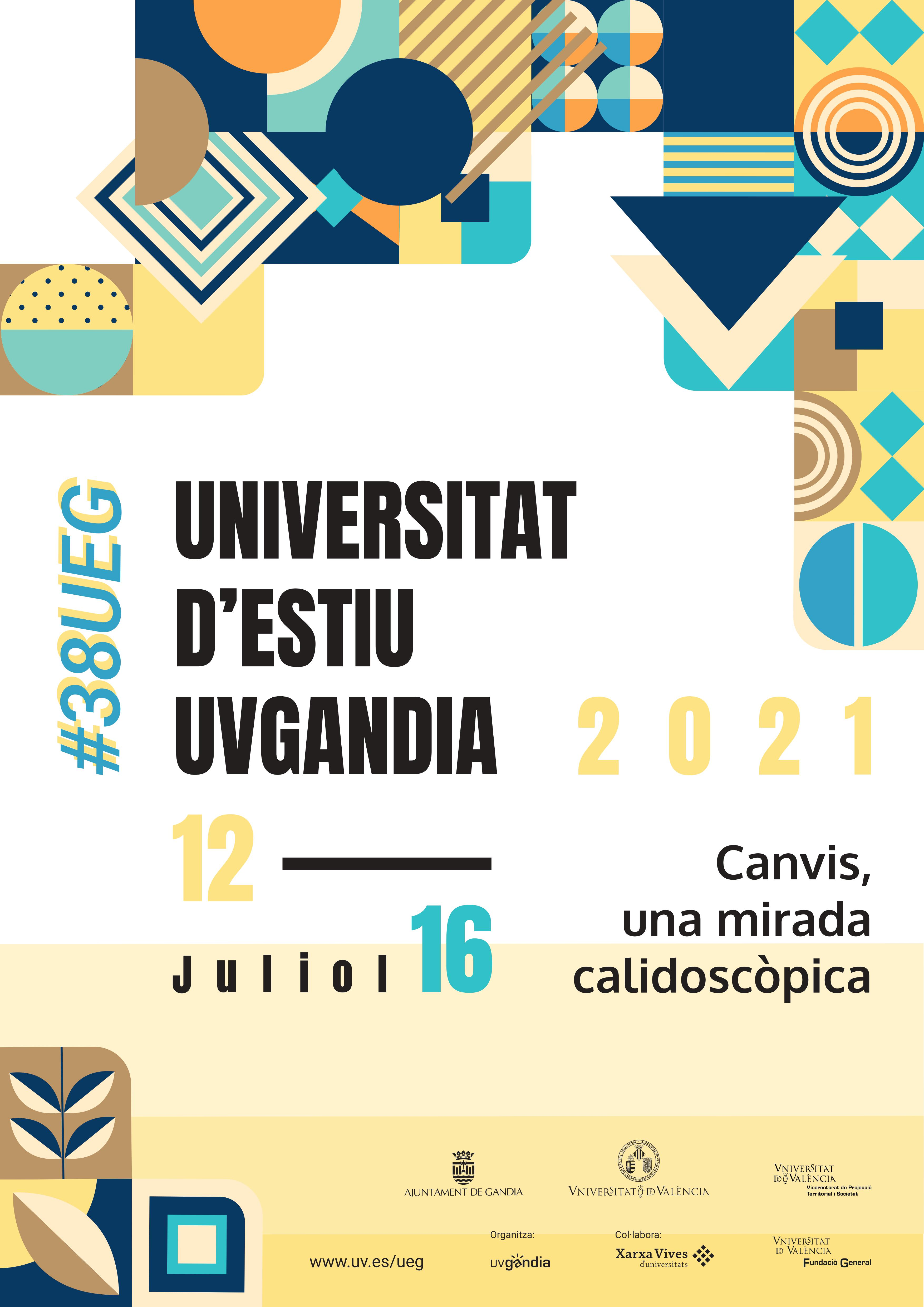
2021